# Ernst Schiebold
Ernst Schiebold (* 9. Juni 1894 in Leipzig; † 4. Juni 1963 in Magdeburg) war ein deutscher Mineraloge sowie Metallurge und Wissenschaftler im Bereich der Materialwissenschaft und Werkstofftechnik. der sich um die Materialuntersuchung mittels Röntgenstrahlung verdient gemacht hat.

## Leben

### Anfänge
Ernst Schiebold wurde als Sohn eines Kriminalbeamten geboren und legte dort am Nikolai-Gymnasium 1913 das Reifezeugnis ab, um im gleichen Jahr mit dem Studium der Mathematik, Chemie, Physik, Mineralogie und Geologie an der Universität Leipzig zu beginnen. Während seines Studiums wurde er Mitglied der Burschenschaft Ghibellinia Leipzig. Am 27. Juni 1919 wurde er promoviert (Die Verwendung der Lauediagramme zur Bestimmung der Struktur des Kalkspates), im Februar 1920 legte er das Staatsexamen für das höhere Lehramt ab. Seine Fächer: Reine Mathematik, Physik, Mineralogie und Geologie. Von 1922 bis 1924 war er Mitglied der DNVP, im Jahr 1933 trat er der NSDAP bei. Im November 1933 unterzeichnete er das Bekenntnis der deutschen Professoren zu Adolf Hitler.

### Röntgenstrahlung
Schiebold hörte während seines Studiums von den Röntgenuntersuchungen von Max von Laue, William Henry Bragg, William Lawrence Bragg, Petrus Josephus Wilhelmus Debye und Paul Scherrer und gab sich sehr beeindruckt. Unterstützt durch seinen Professor für Mineralogie Friedrich Rinne begann er daraufhin, die Struktur der Materie mit diesen Strahlen zu untersuchen. In seiner Dissertation gab er eine quantitative Methode zur Auswertung von Laue-Diagrammen an, mit dem er auf einen unabhängigen Weg die von Bragg abgeleitete Struktur des Feldspats zeigen konnte. Als Assistent am mineralogischen Institut untersuchte er besonders den Feinbau des Feldspats und entwickelte unabhängig von Fritz Sauter ein spezielles röntgenografisches Verfahren, welches als Schiebold-Sauter-Kamera bekannt wurde. In dieser wurde eine kreisförmige Filmscheibe belichtet, die sich synchron mit dem Kristall um ihren Mittelpunkt drehte.

## Materialprüfung
1922 wechselte Schiebold zur Abteilung für angewandte Physik des Kaiser-Wilhelm-Instituts für Physik in Berlin und setzte dort die Röntgenstrahlen als neue Methode ein, um Metalle zu untersuchen. Das brachte ihm allgemeine Anerkennung. Hatte man bislang nur Einzelkristalle untersucht, ging es nun um die gegenseitige Wechselwirkung von Kristallen im Kornverband, was wichtige Erkenntnisse für die industrielle Anwendung ergab.
1926 nahm Schiebold eine planmäßige außerordentliche Professur für physikalisch-chemische Mineralogie, Petrographie und Feinstruktur an der Universität Leipzig, später erweitert um die Röntgenkunde. Mit 32 Jahren war er der jüngste Professor in Leipzig. Schiebold versuchte, den Zusammenhang zwischen der Kristallstruktur und den physikalischen und chemischen Eigenschaften zu erforschen. Sein internationaler Ruf führte dabei viele Doktoranden nach Leipzig. 1928 übernahm er dann die Leitung des Mineralogischen Instituts der Universität. Er war auch einer der Initiatoren der Veranstaltung Die Röntgentechnik in der Materialprüfung an der TH Berlin, bei der es um die Erkennung, Klassifikation und Bewertung von Fehlern ging. Diese Untersuchungen hatten allergrößte Bedeutung für die Schweißtechnik im Brücken- und Behälterbau, Schiebold hat mit seinen systematischen Untersuchungen wesentlich zur Einführung des Verfahrens beigetragen. 1929 gehörte er zu den Mitbegründern der Deutschen Gesellschaft für technische Röntgenstrahlen, 1930 wurden unter der Leitung von Erich Schmid sowie mit Unterstützung von Georg Sachs und Karl Weissenberg die Forschungen intensiviert und weitere Labore eingerichtet. 1930 bis 1938 gaben Schiebold und John Eggert die sechs Tagungsbände Ergebnisse der technischen Röntgenkunde heraus. 1935 beauftragte die Reichsröntgenstelle Schiebold, röntgenologische Untersuchungen für die mitteldeutsche Industrie durchzuführen, 1941 ernannte die TH Dresden ihn als Leiter der neuen Versuchs- und Materialprüfungsamts. Mit Unterstützung der Stadt Leipzig und der Industrie konnte er sogar ein weiteres Institut für Röntgenologische Roh- und Werkstoffforschung aufbauen, das er ebenfalls leitete.
In einem Schreiben an den Generalfeldmarschall Erhard Milch machte Schiebold Anfang 1943 den Vorschlag, „Röntgenstrahlwaffen“ zur Bekämpfung und Vernichtung der Besatzung feindlicher Flugzeuge und Erdkampftruppen zu entwickeln. Zur Realisierung dieses Plans erhielt er von Milch die Genehmigung zum Aufbau einer eigenen Forschungsstation, die im Herbst 1943 auf dem Flugplatz Großostheim ihre Arbeit aufnahm. Nachdem verschiedene Forscher wie z. B. Werner Heisenberg ihre begründeten Zweifel geäußert hatten, wurde er am 20. September 1944 abberufen und das Institut geschlossen.

## Nachkriegszeit
1945 half Schiebold zunächst, die Kesselanlagen und Rohrleitungen der chemischen Industrie wiederaufzubauen, 1946 wurde er Hauptreferent der wissenschaftlich-technischen Abteilung des Ministeriums für Baumaschinen der UdSSR, wobei er unter anderem Strukturuntersuchungen an Asbesten durchführte und Austauschstoffe für Asbeste suchte. 1949 leitete er die Physik-Abteilung des Eisenforschungsinstituts der DDR in Hennigsdorf, wobei er mit Eduard Maurer zusammenarbeitete. 1951 übernahm Schiebold die Leitung des Deutschen Amtes für Material- und Warenprüfung in Leipzig, von nun wurde die zerstörungsfreie Werkstoffprüfung bis zum Lebensende seine Hauptbetätigung.
1954 erreichte Schiebold ein Ruf als Professor für Werkstoffkunde und -prüfung der neu gegründeten Hochschule für Schwermaschinenbau in Magdeburg, an der er ein Institut ganz nach seinen Vorstellungen einrichtete, das sich dann zum Zentrum der zerstörungsfreien Werkstoffprüfung in der DDR entwickelte. Schiebold beschäftigte sich mit röntgenologischen Grobstrukturuntersuchungen, Spannungsmessungen, Ultraschall-Materialprüfung und magnetischen Verfahren. Er führte die Werkstoffprüfer-Tagungen ein, von denen er die ersten drei noch selber leitete. Als Vorsitzender des Fachausschusses Werkstoffprüfung der KdT gab er Kurse in den verschiedenen Feldern der zerstörungsfreier Werkstoffprüfung. 1958 erhielt er den Nationalpreis II. Klasse für Wissenschaft und Technik. 1960 ernannte ihn die Hochschule für Schwermaschinenbau Magdeburg zum Ehrensenator. Im Kulturbund betätigte er sich aktiv als Vorsitzender des Klubs der Intelligenz Otto von Guericke.

## Schriften
- Kristallstruktur der Silikate, 2 Teile, Ergebnisse der exakten Naturwissenschaften, Springer, Band 11, 1932, S. 352, Band 12, 1933, S. 219.
- mit John Eggert (Hrsg.): Die Röntgentechnik in der Materialprüfung, Leipzig, Akademische Verlagsgesellschaft 1930.
- als Herausgeber: Spannungsmessung an Werkstücken, Leipzig, Akad. Verlagsges., 1938.